# Information Hyperlinked over Proteins
Information Hyperlinked over Proteins (абоiHOP) — сервер, що надає генетичну інформацію з бази даних PubMed, організовуючи її у вигляді мережі. Назви генів та білків перетворюються в гіперпосилання, і весь обсяг інформації постає у вигляді єдиного ресурсу із зручною навігацією.
Опис цієї системи було опубліковано в науковому виданні Nature Genetics (2004) у статті «A gene network for navigating the literature» («Генетична мережу для навігації в літературних джерелах»).